# Phasia hemiptera
Phasia hemiptera là một loài ruồi trong họ Tachinidae.